# Cantonul Le Creusot-Est
Cantonul Le Creusot-Est este un canton din arondismentul Autun, departamentul Saône-et-Loire, regiunea Burgundia, Franța.

## Comune
| Comune               | Populație (1999) | Cod poștal | Cod INSEE |
| -------------------- | ---------------- | ---------- | --------- |
| Le Breuil            | 3667             | 71670      | 71059     |
| Le Creusot           | 26.283 (1)       | 71200      | 71153     |
| Saint-Firmin         | 773              | 71670      | 71413     |
| Saint-Sernin-du-Bois | 1720             | 71200      | 71479     |